# Europa Donna
Europa Donna è un'organizzazione no-profit costituita da membri provenienti da 47 stati europei. L'organizzazione venne fondata nel 1994 da un gruppo di donne (l'idea è originariamente di Umberto Veronesi) e la sua sede si trova a Milano.
L'organizzazione ha come obiettivi la sensibilizzazione sul tumore al seno ed il promuovere diagnosi, trattamento e ricerca sulla patologia. Ogni 15 ottobre lancia campagne informative come il Breast Health Day per aumentare la consapevolezza su quale stile di vita condurre per ridurre il rischio di sviluppo del tumore.